# Literatura sudanesa
Existen registros de literatura sudanesa que datan del 700 a. C. en la escritura meroítica, pero no fue sino hasta los siglos XVI y XVII que comenzó a aparecer una literatura sudanesa moderna distintiva.

## Tipología
La literatura sudanesa en la actualidad está en gran parte escrita en lengua árabe, pero existen ciertos géneros también en otros idiomas locales, como la poesía en idioma fur. A principios del siglo XX, había una tendencia a transcribir cuentos hablados.
Entre los tipos de historias de la tradición oral se encuentran los cuentos "Ahaji" y los "Madih", o cuentos de alabanza. El primer tipo generalmente tiene un carácter mitológico, El-Nour escribe que "invariablemente tienen finales felices y están llenos de escenas fantasiosas y supersticiones que describen los poderes mágicos de los genios y los ogros". El segundo tipo de cuentos tiene un tono más religioso, relacionado con alabar a Mahoma, y generalmente son más populares en el norte del país. 

## Literatura moderna
Aunque se publicaron varios periódicos a principios del siglo XX, posiblemente el periódico más importante en términos de impacto en la literatura sudanesa moderna fue "Al-Ra'id" (El pionero). El artículo se publicó por primera vez en Jartum, la capital sudanesa, en 1914 y publicó una variedad de poesía y otra literatura. El primer editor del periódico fue Abdul Raheem Glailati. 
En la década de 1960, en línea con los desarrollos sociales en otros países en ese momento, comenzaron a publicarse novelas que trataban temas sociales realistas. Esto fue estimulado por estudiantes que regresaban a sus hogares de estudiar en países europeos. El-nour afirma que una novela con el título de "Al-Faragh al-'arid" (El gran vacío) fue el primer "verdadero ejemplo" de este tipo. Publicado en 1970, después de la muerte de su autor Malkat Ed-Dar Mohamed, el trabajo causó un gran revuelo al ser publicado por una mujer y tratar temas realistas. 
Uno de los escritores sudaneses más notables es Al-Tayyib Salih. Ha escrito novelas y cuentos como La boda de Zain, y su trabajo más famoso, Época de migración al norte, publicado en 1967, que trata sobre la mayoría de edad de un estudiante que regresa a Sudán desde Inglaterra. Originalmente apareció en árabe y posteriormente se publicó en inglés y francés.
Otros escritores sudaneses modernos incluyen a Leila Aboulela, Abdelaziz Báraka Sakin, Amir Tagelsir, Tarek Eltayeb, Francis Mading Deng o Jamal Mahjoub.
Leila Aboulela es una escritora tres veces nominada al Orange Prize y ganadora del Scottish Book Award y Caine Prize. Su obra La traductora tiene como protagonista a una mujer sudanesa que trabaja como traductora en la Universidad de Aberdeen en Escocia. Se enamora de un académico escocés, con las implicaciones sociales e identitarias que eso representa. En Minarete, la autora nos narra la historia de una joven sudanesa de clase alta y con educación occidental, emigra a Londres tras un golpe de Estado.
Dave Eggers es un autor y editor estadounidense cuyas obras retratan la vida oriental y multicultural. Su novela Qué es el qué (2008) narra la vida de un niño de la generación de Los Niños Perdidos de la guerra civil sudanesa –niños acosados por las milicias, el ejército, leones y hienas e infinitas enfermedades, en busca de refugio, primero en Etiopía y luego en Kenia. 